# Sloup-21
Sloup 21 vzniknul v rámci Landscape festivalu v Krnově a okrese Bruntál v červenci–srpnu roku 2021. Nachází se v jihovýchodní části krnovského náměstí Hrdinů před budovou historické polikliniky a tvoří jeho výraznou dominantu. Autoři sochy jsou Jan Nálepa a Dávid Sivý.

## Popis

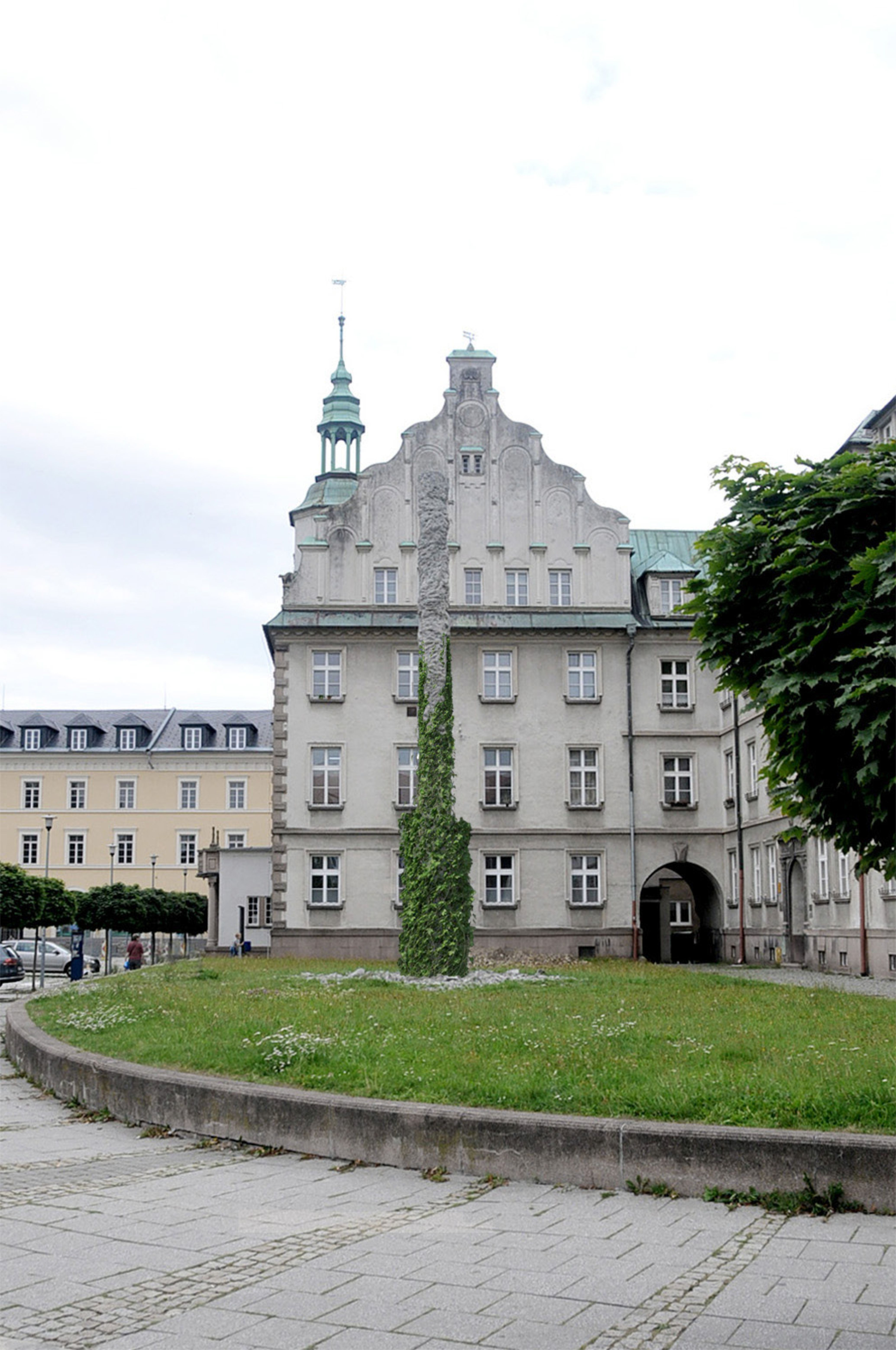
Sloup-21, Krnov, nám. Hrdinů - návrh zeleně

Sloup tvoří betonový monolitický monument (obelisk) vysoký 11 metrů. Hladká základna má rozměry 1,2 × 1,2 × 3,5 m. Horní hrubá část je sochařsky opracována a vysoká 7,5 m s proměnlivým průměrem 40–70 cm. Betonové kusy, které vznikly při tvorbě, jsou ponechány v jeho okolí a jsou součástí díla. Sloup bude postupně obrůstat přísavníkem trojcípým.

Socha je moderní obdobou morových sloupů v čase pandemie covidu-19.

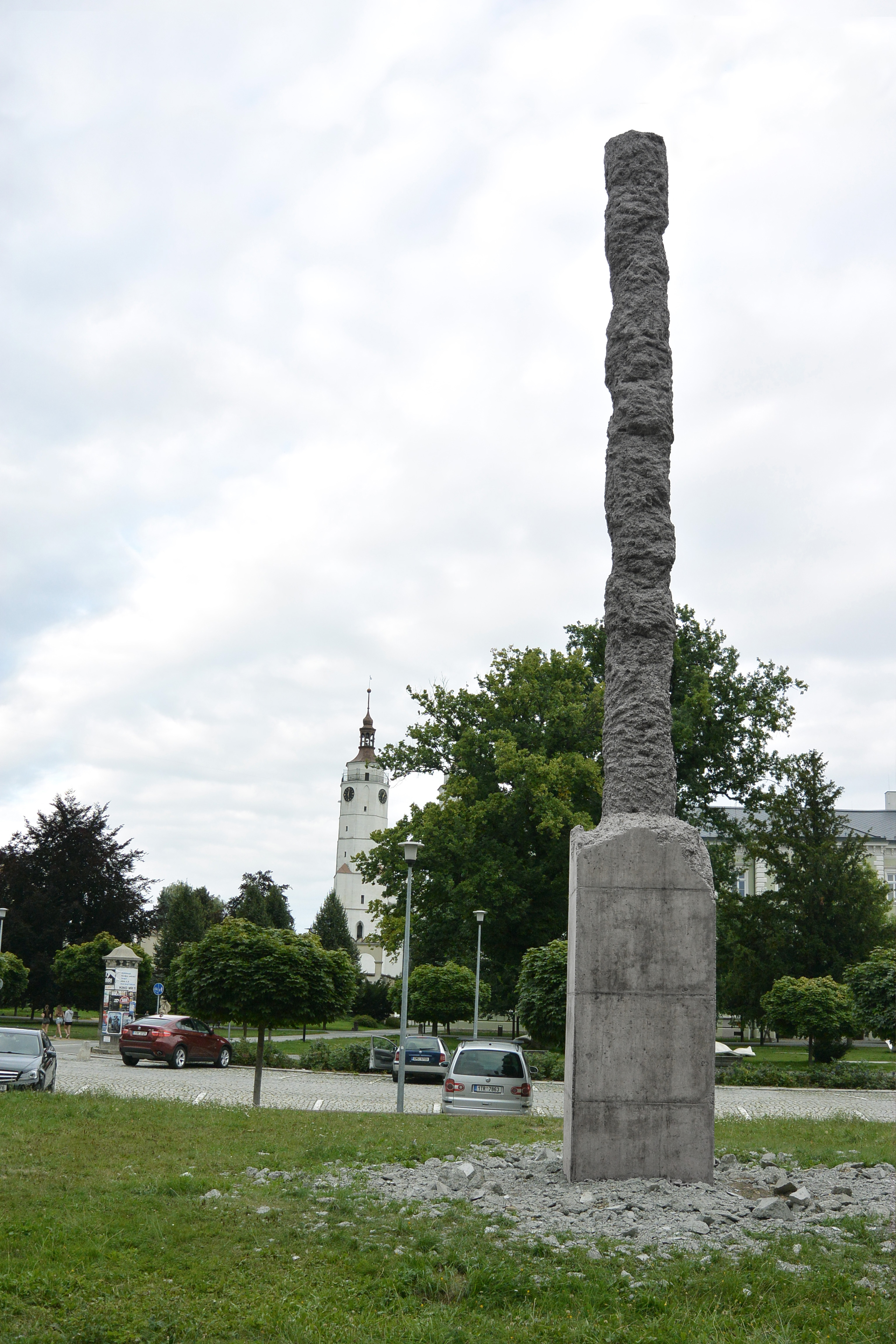
Sloup-21, Krnov, nám. Hrdinů

## Přijetí veřejností
Instalaci sloupu podpořila většina městského zastupitelstva i známí výtvarníci. Proti jeho umístění u krnovské polikliniky naopak vznikla podpisová anketa iniciovaná opozičním zástupcem.

## Přijetí odbornou veřejností
Dílo je reakcí na vrchol covidové pandemie v roce 21 a formálně je reminiscencí na barokní morové sloupy přepracované do dnešní postapokalyptické vizuality. Betonový sloup “zkorodovaný” skoro až na armaturu působí jako portál mezi tragédiemi minulosti, současnosti a budoucnosti. Snad právě proto ho místní nepřijali, protože jim neustále připomíná něco, co by raději zapomněli. Za mě nejsilnější dílo věnované obětem této epidemie a následné krize. Memento mori